# Definitely Maybe
Definitely Maybe er det engelske band Oasis' debutalbum, udgivet 30. august 1994. Albummet blev hovedsagelig i Storbritannien en øjeblikkelig succes. Pladen, som blev produceret i flere etaper af bandet selv, Mark Coyle, Owen Morris og Dave Batchelor, blev ledsaget af singlerne "Supersonic", "Shakermaker", "Cigarettes & Alcohol" og "Live Forever". 
Pladen gik øjeblikkelig ind som nummer 1 på den britiske hitlister, og fik syvdobbelt platin. På daværende tidspunkt, blev albummet det hurtigst sælgende debutalbum nogensinde udgivet i Storbritannien. Definitely Maybe markerede starten på Oasis' succes i USA, da pladen solgte over 1 million eksemplarer, skønt den blot opnåede en placering som nr. 58 på Billboard 200-hitlisten. Albummet solgte over 7,5 millioner eksemplarer verden over. 

## Baggrund
Albumtitlen stammer, Ifølge Noel Gallagher, fra en plakat som han så i en pub, skønt han ikke husker hvad den reklamerede for. Hvad angår mange af sangene indgik oprindeligt på bandets demobånd, Live Demonstration, som de havde fået indspillet i Liverpool året forinden i samarbejde med Chris og Tony Griffiths fra bandet, The Real People. Den egentlige indspilning tog længere tid end forventet; da hovedparten af albummet blev indspillet over tre omgange sammen med producer Mark Coyle, før Owen Morris frembragte et mix som alle var tilfredse med. Albummet kostede næsten £85,000 at lave, hvilket var en stor sum penge på daværende tidspunkt for et debutalbum. 

## Numre
1. "Rock 'n' Roll Star" – 5:22
2. "Shakermaker" – 5:08
3. "Live Forever" – 4:36
4. "Up in the Sky" – 4:28
5. "Columbia" – 6:17
  - "Sad Song"(bonusnummer på den engelske LP version, samt den japanske version af albummet)– 4:27
6. "Supersonic" – 4:43
7. "Bring It on Down" – 4:17
8. "Cigarettes & Alcohol" – 4:49
9. "Digsy's Dinner" – 2:32
  - Dette var fejlstavet som "Digsy's Diner" Arkiveret 6. maj 2007 hos  Wayback Machine på den nordamerikanske udgivelse.
10. "Slide Away" – 6:32
11. "Married with Children" – 3:11

### Bonusnumre
1. "Cloudburst" (bonusnummer på den japanske version)

### Bonus-cd i Australien
1. "Whatever"
2. "(It's Good) to Be Free"
3. "Half the World Away"

## Musikere
- Liam Gallagher – vokal
- Noel Gallagher – lead guitar, vokal
- Paul "Bonehead" Arthurs – rytmeguitar
- Paul McGuigan – bas
- Tony McCarroll – trommer

## Andre medvirkende
- Anthony Griffiths – vokal
- David Batchelor – producer
- Mark Coyle – producer, teknikere, mixing
- Anjali Dutt – tekniker
- Owen Morris – producer, mastering, mixing
- Roy Spong – tekniker
- Dave Scott – tekniker
- Brian Cannon – art direction, design, koncept, omslagsdesign
- Michael Spencer Jones – fotograf